# Smith & Wesson Модель 1

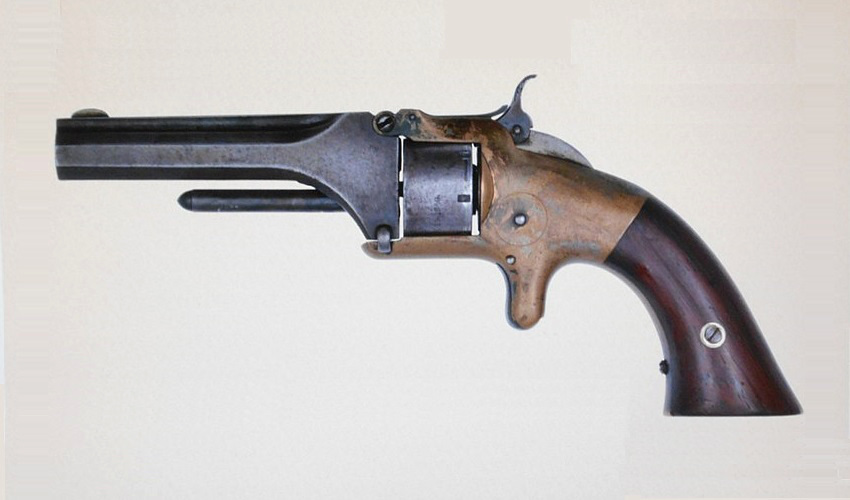
Smith & Wesson Перша модель, другий випуск 1859

Smith & Wesson Модель 1 — був першим револьвером розробленим компанією Smith & Wesson, випуск якого тривав з 1857 по 1882. Він став першим комерційно успішним револьвером, який використовував унітарний набій кільцевого запалення замість роздільно зарядних револьверів де було потрібно спочатку насипати пороху, забити мушкетну кулю та вставити ударний капсуль.  Револьвер був одинарної дії, з перелавною догори рамкою на сім набоїв .22 Short з чорним порохом.

## Історія

### Розробка
Оскільки в 1856 році закінчився патент Семюела Кольта на револьвера, Горас Сміт та Даніель Б. Вессон почали розробляти прототип револьвера під унітарний набій. Коли вони дізналися, що колишній робітник Кольта Роллін Вайт був власником патенту на "обертовий" барабан, деталь яка була потрібна для нового винаходу, партнери звернулися до Вайта для створення нової конструкції.
Замість того щоб зробити Вайта своїм партнером, Сміт та Вессон вирішили платити роялті в 0.25 центів з кожного револьвера "Model 1" який вони зроблять. Захист свого патенту в судах для Вайта став нав'язливою ідеєю, що врешті призвело до його банкрутства, але було це було дуже вигідно для нової компанії Smith & Wesson.

## Варіанти
Модель 1 мала три випуски або основних варіанти, з кожним наступним випуском в револьвери вносили значні зміни.

### Перший випуск
Перший випуск Моделі 1 став першою крупною партією (і самою рідкою), приблизно 12000 екземплярів за три роки виробництва. Особливою відмінністю першого випуску є квадратне руків'я яке розширюється (її також можна побачити на другому випуску), невелика кругла бічна пластина, округлий профіль рамки між барабаном та руків'ям, складний курок та пласка пружина засувки стволу на деяких ранніх варіантах.
Існує шість відомих варіантів Моделі 1, перший описано в статті Джона Куртца у квітневому випуску 1956 журналу "The Gun Report". У цій статті Куртц звертає увагу на специфічні відмінності в екрані віддачі, в засувці ствола (пласка пружинна на перших двох варіантах та велика байонетна у пізніх), виді нарізів тощо.
Серійні номери револьверів Моделі 1 починаються з першого по приблизно 12000.

### Другий випуск
Другий випуск Моделі 1 був схожий на перший випуск, але з кількома суттєвими відмінностями. Бокова пластина УСМ другого випуску була більшою та неправильної форми. Профіль рамки був більш плаский (можливо через більш якісну обробку), а курок тепер був суцільним. Модель 1 другого випуску все ще мала квадратне руків'я з розширенням, з восьмигранною формою рамки в районі руків'я, тому ці два випуски можна легко сплутати.
Є кілька варіантів револьверів другого випуску. Серійні номери починалися з 12000 до приблизно 20000 в тому числі з формою бокової пластини ("пряма" або "кругла"), конструкції пружини УСМ (пласка, V-подібна або циліндрична) та кількістю патентних дат на барабані (дві або три). Крім того зменшився розмір штампа стволу приблизно на серійному номері 95000. Іноді також можна зустріти другий випуск з маркуванням "2D QUAL'TY".
В період з 1860 по 1868 рік було випущено приблизно 110000 револьверів другого випуску, серійні номери починалися з приблизно 12000 до приблизно 120000.

### Третій випуск

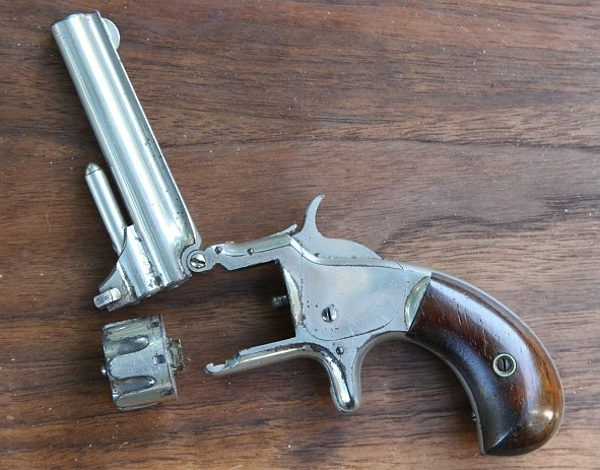
Модель 1 Третього випуску. Револьвер відкрито для заряджання

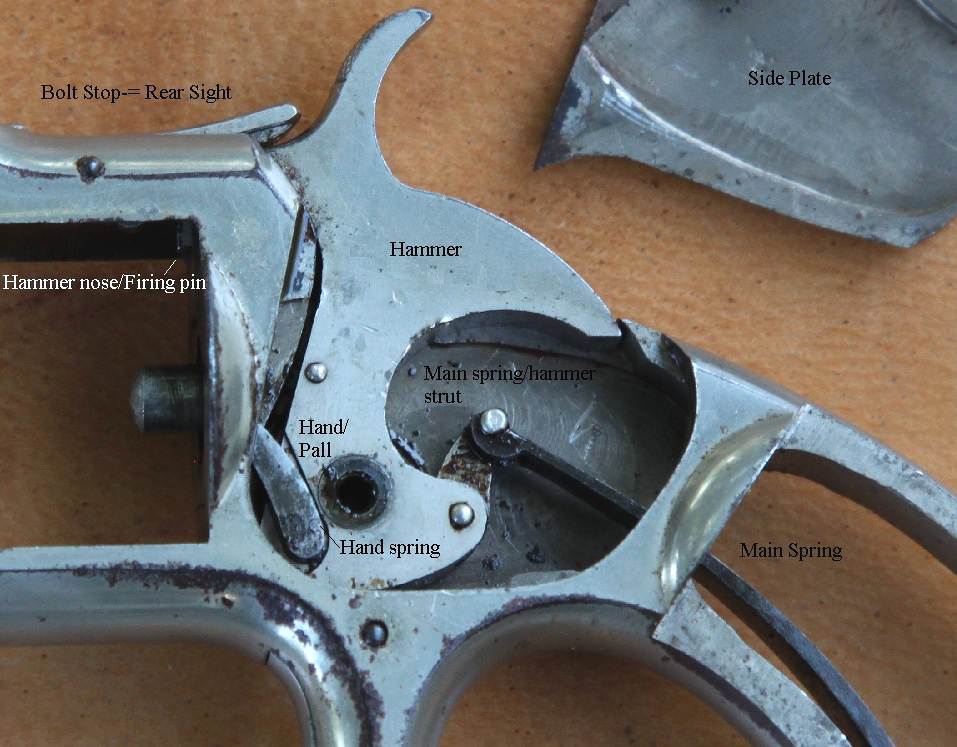
УСМ Smith & Wesson Моделі 1 третій випуск зі знятою боковою пластиною. Бойова пружина кріпиться гвинтом до рами в нижній частині руків'я, як на сучасних револьверах S&W.

Модель 1 третього випуску є суттєвою переробкою Моделі 1, з барабаном з долами, з круглим стволом та з руків'ям в формы пташиної голови. Револьвери випускалися нікельованими або вороненими, або навіть наполовину нікельованими та вороненими, крім того модель мала два різних за довжиною стволи. Варіанти з "квадратною" та "трикутною" верхньою планкою випускали приблизно до 9500 екземпляра. Револьвери випускали з 1868 по 1882 з серійними номерами від 1 до приблизно 131000.

## Популярність
Попит на модель 1 зросла з початком громадянської війни, оскільки військові з обох сторін робили приватні замовлення револьверів для самооборони. Великий попит на револьвер Моделі 1 призвів до того, що фірмі не вистачило виробничих потужностей. Тому Сміт і Вессон ухвалили рішення розширити завод і почали випробування револьвера під більш потужний, ніж .22 Short, набій в 1860.
Ця ж популярність стала причиною безлічі судових процесів через порушення прав власника патенту сторонніми фірмами. Роллін Вайт та S&W подали до суду проти компаній Manhattan Firearms Company, Ethan Allen, Merwin & Bray, National Arms Company тощо. Загалом за рішенням суду порушник продовжував виробництво, але виплачував роялті з кожного револьвера Вайту. В деяких випадках Smith & Wesson викупали револьвери ставили своє маркування і продавали їх; ці револьвери мають позначку "APRIL 3 1855", дату патенту.